# Guerra Jinshin
La guerra Jinshin (壬申の乱 Jinshin no ran?) fue una guerra de sucesión que ocurrió en Japón en el año 672 tras la muerte del Emperador Tenji. El nombre se refiere al jinshin (壬申) o noveno año del ciclo sexagesimal del calendario Jikkan Jūnishi, correspondiente al año occidental 673.
Tenji había designado originalmente a su hermano, el príncipe Ōama, como su sucesor al no tener un descendiente masculino, pero más tarde cambió de opinión con el nacimiento de su hijo y sucesor, el Príncipe Ōtomo en 648, retirando al Príncipe Ō-ama a las montañas para convertirse en monje. La violencia estalló como resultado de las rivalidades entre facciones, Ōtomo, habiendo tomado el trono como emperador, se quitó la vida después de un corto reinado de menos de un año. Su tío Ōama entonces le sucedió en el trono como el Emperador Tenmu.

## Antecedentes
Una vez en el trono, el Emperador Tenji estableció su capital en Ōmi-Ōtsu (actualmente ciudad de Ōtsu, Prefectura de Shiga). Hizo sus mejores esfuerzos para la fundación de un país fuerte, imitando a la dinastía Tang en China, importando la cultura, la arquitectura y los sistemas políticos de los Tang. Japón tenía que pretender un poderío similar al de los Tang por temor a que estos pudieran invadir y conquistar el país si este era considerado demasiado débil por las fuerzas chinas.
Lo siguiente que Tenji se propuso hacer era asegurar un sucesor. Su emperatriz consorte era Yamato-hime, pero no había logrado producir descendencia masculina entre los dos. Tenía que encontrar al sucesor adecuado entre los hijos de las esposas no-Imperiales. El príncipe Takeru era el primogénito pero él era mudo por naturaleza y murió cuando él tenía apenas siete años. El príncipe Ōtomo era el siguiente hijo natural del emperador, que lo consideraba un hombre diligente y de carácter intelectual. Dada su capacidad y relación con el emperador era el candidato mejor preparado para ser elegido como el próximo Emperador.
Aunque Ōtomo era casi perfecto, debido a que su madre era de bajo estatus social, ya que su familia pertenecía a un grupo de terratenientes sin relación alguna con la casa imperial. Esta fue una gran desventaja que puso en peligro la candidatura del príncipe al trono imperial.
Al mismo tiempo, un hermano menor del emperador Tenji era tan excelente como Ōtomo. Él, el príncipe Ōama, tenía casi las mismas aptitudes que el Emperador buscaba, excepto que era más joven. Su reputación era mucho mayor que la Ōtomo porque él era de mejor estatus social y ante los ojos de la corte era considerado como el más adecuado para ser el próximo emperador. Esta fue una de las principales causas de la disputa sucesoria.
En 670, el emperador Tenji enfermó y se dio cuenta de que no le quedaba mucho tiempo de vida, y deseó que, después de su muerte, el liderazgo de la casa imperial pasara a su hijo, el príncipe Ōtomo. Como el mayor rival de Ōtomo era Ōama, el emperador intentó alejarlo de las áreas de influencia. Invitó al príncipe a su dormitorio y le preguntó si Ōama tenía la intención de tomar el trono. Si Ōama contestaba que sí, el emperador lo habría arrestado y lo habría castigado como traidor. El príncipe Ōama fue lo suficientemente inteligente como para conocer su truco y respondió que no tenía voluntad para usurpar en el trono y quiso que Ōtomo fuera el próximo emperador y además añadió que quería ser un monje en lugar de heredar el trono y se retiraría a un templo en Yoshino. Debido a que no había razones para castigar a Ōama, el emperador aceptó la propuesta del príncipe. Ōama viajó a Yoshino al día siguiente y se convirtió en monje.
El emperador declaró que Ōtomo sería el próximo emperador. Ōtomo convocó a seis de sus más fieles cortesanos en la habitación del Emperador y les hizo jurar que lo ayudarían durante su reinado frente a la mirada del Emperador agonizante. El emperador asintió, y varios días después falleció.

## Desarrollo
Con la muerte del Emperador Tenji el 10 de enero de 672, el Príncipe Ōtomo con 24 años asume el trono como el Emperador Kōbun. Soga no Akae, Soga no Hatayasu, Kose no Omi Hito (巨勢臣 比 等), Ki no Ushi (紀 大人) y otros magistrados le siguieron.
Por otra parte, el príncipe Ōama fingió ser un monje en el templo en Yoshino, pero él en realidad estaba buscando la ocasión propicia para empezar una rebelión contra Ōtomo y llevarlo lejos. En secreto, obtuvo armas y soldados para prepararse para el golpe de Estado. En el séptimo mes de 672, partió de Yoshino y se dirigió al Palacio en Ōtsu donde estaba el nuevo emperador Ōtomo.
La nobleza tomó parte de ambos bandos y degeneró en una guerra civil. El ejército del Príncipe Ō-ama se dirigió al este hacia Ōmi-kyō (actual Otsu), capital de Japón en aquella época, atravesando las provincias de Yamato, Iga y Mino. Muchas dificultades a las tropas del príncipe rebelde: en algunos condados los ataques guerrilleros los detuvieron durante varios días hasta que los rebeldes los vencían definitivamente.
La guerra duró alrededor de un mes. Después de una lucha desesperada, Ōama ganó la capital. Ōtomo salió del palacio y escapó al monte Nagara cerca del palacio imperial y éste es forzado a suicidarse estrangulándose, el 24 de agosto de 672, tras un reinado efímero de ocho meses. Los vasallos que lo apoyaron fueron detenidos por las tropas de Ōama y castigados como criminales de guerra.
Luego de ganar la contienda sucesoria, el príncipe Ōama, quemó la capital y regresó a Asuka, donde construyó el Palacio Asuka-Kiyomihara y contrajo nupcias con la emperatriz Uno-Sarara. El Príncipe Ō-ama tomaría el trono y sería llamado Emperador Tenmu y gobernaría hasta su muerte en 686. Curiosamente el Emperador Kōbun no fue considerado Emperador de Japón hasta 1870 cuando el Emperador Meiji lo reconoció como tal en la lista de Emperadores.

## Eventos en la guerra
Las fechas siguientes están escritas en el calendario juliano.
- Junio de 672: El príncipe Ōtomo ordena a los gobernadores de las provincias de Mino y Owari que dejen trabajar a los obreros para la construcción del misasagi (mausoleo) del emperador fallecido.
- 22 de julio: El príncipe Ōama, es informado que los ministros de la corte imperial están tramando una conspiración contra él, da órdenes a Murakuni no Oyori (村国男依), Wanibe no Kimite (和珥部君手) y a algunos de sus sirvientes para que apresuren a Ō no Honji (多品治) que se encuentra en la provincia de Mino recolectando armas de todo tipo para la facción de Ōama.
- 24 de julio: El príncipe Ōama, deja Yoshino y antes de proceder hacia el este. Despacha a Ōkida no Kimi Yesaka (大分 君恵尺), a algunos de sus ministros y deja al Príncipe Takasaka a cargo durante su ausencia, encomendandole los asuntos relacionados con los caballos de las postas evitando que el Emperador pueda dejar la capital fácilmente. En consecuencia, deja que Yesaka meta presión en la corte imperial y convoque al príncipe Takechi y al príncipe Ōtsu para que se reúnan con él en Ise.
- 26 de julio: Por la mañana el príncipe Ōama realiza una adoración hacia la diosa Amaterasu Ōmikami en la orilla del río Tohogawa (迹太川), en el distrito de Asake (朝明). El príncipe Ōtsu viene a unirse a él.
- 27 de julio: El príncipe Ōama procede a Fuwa (不 破) por consejo del Príncipe Takechi.
- 31 de julio: El príncipe Ōama envía a Ki no Omi Abemaro (紀臣阿閉麻呂), Ō no Honji y algunos de sus ministros a viajar a Yamato a través del Monte Miyama (大 山) en Ise. Envía Murakuni no Oyori y algunos sirvientes, al mando de varias decenas de miles de hombres, con órdenes de salir de Fuwa y proceder directamente hacia la capital. Temiendo que estas tropas pudieran ser difíciles de distinguir frente al ejército de Ōmikyō, pone una marca roja en sus ropajes. La corte imperial ordena al príncipe Yamabe (山 部王) y a Soga no Hatayasu acampar en la orilla del río Inugami (犬 上 川) para atacar a las tropas de Ōama en Fuwa, pero la traición ocurre dentro de las tropas de Ōmi y el príncipe Yamabe es asesinado, impidiendo que el ejército avance. Soga no Hatayasu, que mató al príncipe Yamabe, regresa de Inugami y se apuñala en la garganta. Hata no Kimi Yakuni (羽田 公 矢 国), un general de Ōmi, se subleva y se une a las tropas rebeldes. El príncipe Ōama lo nombra general y le permite avanzar hacia el norte de Koshi. Ōmi envía tropas escogidas exclusivamente para hacer una incursión repentina a la aldea alrededor de Samegai (醒ヶ井, actual prefectura de Shiga), el general Izumo no Koma (出雲狛) es enviado para atacarlos y expulsarlos.
- 1 de agosto: Ōtomo no Fukei (大 伴吹負) acampa en la cima del monte Narayama (乃楽 山). Aredao no Atae Akamaro (荒田尾直赤麻呂) se dirige a Fukei para que la vieja capital de Asuka esté bien protegida. Fukei quita los tablones de los puentes de las carreteras y hace de ellos los parapetos con los cuales piensa defender la capital ante una posible invasión, atrincherándose en los pueblos vecinos.
- 2 de agosto: Fukei lucha una batalla contra Soga no Hatayasu en el Monte Narayama, pero él es derrotado por Hatayasu y todos sus hombres huyen. Hatayasu lo persigue hasta Asuka, donde ve la capital, pero como hay fortificaciones en todas las carreteras, sospecha una emboscada, y gradualmente se retira.
- 3 de agosto: Tanabe no Osumi (田辺 小 隅), un teniente general de la facción Ōmi, y sus tropas intentan entrar en el campamento de Ōama secretamente para atacarlo.
- 4 de agosto: Ō no Honji intercepta a las tropas de Tanabe no Osumi y las embosca.
- 5 de agosto: Murakuni no Oyori y sus hombres luchan con las tropas Ōmi en el río Yokogawa en Okinaga (息長) y los derrota, matando a su general Sakaibe no Kusuri (境部薬).
- 7 de agosto: Oyori y sus hombres atacan al general Ōmi, Hada no Tomotari (秦友足), en el monte Tokoyama (鳥籠 山), y consiguen matarlo. Ki no Abemaro, al enterarse de que Fukei, uno de sus compañeros, fue derrotado por los hombres de Ōmi, divide a su ejército y despacha a Okizome no Muraji Usagi (置 始連菟) a la cabeza de más de 1000 hombres de la caballería, marcha a toda prisa a la capital Asuka.
- 11 de agosto: Oyori y sus hombres luchan una batalla a orillas del río Yasukawa, y sufren una gran derrota.
- 15 de agosto: En Kurimoto, el ejército de Ōmi es atacado y rechazado por Oyori.
- 20 de agosto: Oyori y sus hombres llegan a Seta. Ahora el príncipe Ōtomo y sus ministros están acampando juntos al oeste del puente. Ellos pelean una gran batalla, y finalmente el príncipe Ōtomo y sus ministros escapan. Ōtomo no Fukei, siendo derrotado en el monte Narayama, reúne a sus tropas dispersas, y da batalla a Iki no Karakuni (壱伎韓国) en Chimata (衢) en Taima (当麻). Un valiente soldado llamado Kume (来目) se precipita directamente en medio del ejército de Karakuni y lo derrota.
- 21 de agosto: Oyori mata a los generales Ōmi Inukai no Isokimi (犬養五十君) y Hasama no Atae Shiote (谷直塩手) en el mercado de Awazu (粟津). Sobre esto, el príncipe Ōtomo no tiene a dónde ir, se repliega y se esconde en un lado del monte Nagara donde finalmente se estrangula.
- 8 de octubre: El príncipe Ōama procede a Asuka para concretar su triunfo.